# رودریگو باتاتا
رودریگو باتاتا (انگلیسی: Rodrigo Batata؛ زادهٔ ۱۰ سپتامبر ۱۹۷۷) بازیکن فوتبال اهل برزیل است.
از باشگاه‌هایی که در آن بازی کرده است می‌توان به باشگاه فوتبال پوئبلا، باشگاه فوتبال پائولیستا، باشگاه فوتبال کوریتیبا، باشگاه فوتبال لیگا دپورتیوا آلاخولنسه، باشگاه پارانا، باشگاه فوتبال پاری سن-ژرمن، باشگاه فوتبال یوکوهاما فلگلز، و باشگاه ورزشی پورتیموننزه اشاره کرد.